# Jenny Apolant

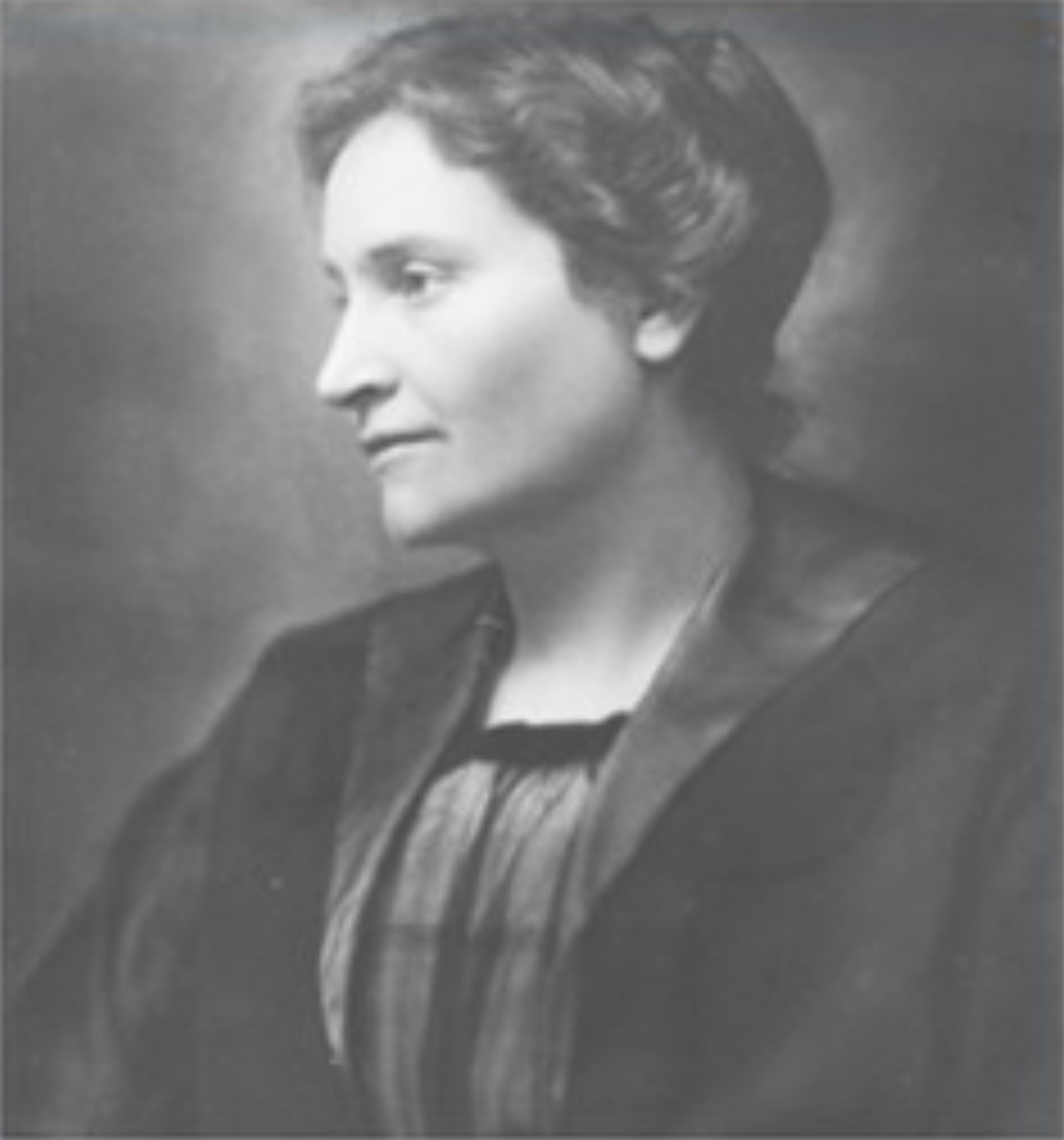
Porträt Jenny Apolants

Jenny Apolant (* 5. April 1874 in Berlin als Jenny Rathenau; † 5. Juni 1925 in Frankfurt am Main) war eine Vorkämpferin der kommunalen Arbeit für Frauen und des Frauenstimmrechts sowie Politikerin der liberaldemokratischen Richtung.

## Leben

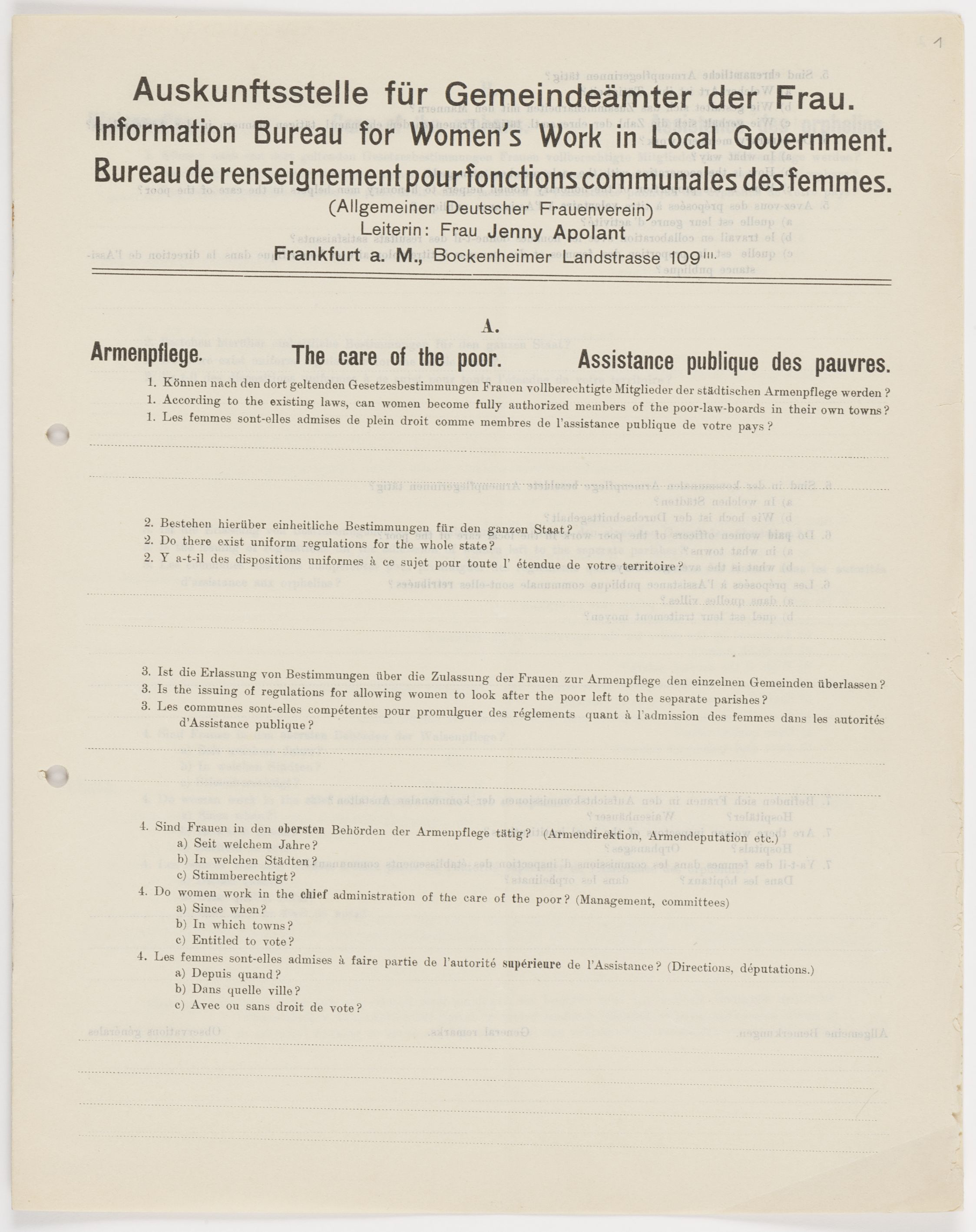
Mit Fragebogenaktionen erhob die Auskunftsstelle für Gemeindeämter der Frau des ADF Daten zur sozialen, politischen und rechtlichen Lage, um Forderungen statistisch zu untermauern (hier 1908)

Jenny Rathenau war die Tochter von Albert und Johanna Rathenau, geb. Baswitz, und Enkeltochter von Moritz Rathenau. Jenny Rathenau heiratete im Jahr 1900 den Arzt und Krebsforscher Hugo Apolant (1866–1915) und zog mit ihm von Berlin nach Frankfurt. Noch im gleichen Jahr wurde ihre Tochter Sophie (1900–1970) geboren.
Ab 1907 leitete sie die vom Allgemeinen Deutschen Frauenverein (ADF) eingerichtete „Zentralstelle für Gemeindeämter der Frau“. Von 1910 bis zu ihrem Tod war sie Mitglied des Vorstandes des ADF. Sie gründete eine Stellenvermittlung für „besoldete weibliche Wohlfahrtsarbeit“, führte in Frankfurt die Krankenhausfürsorge ein, gründete alkoholfreie Gastwirtschaften und forschte über Frauen in der Armen- und Waisenpflege, den Schulen und im Wohnungswesen. Im „Frauenseminar für soziale Berufsarbeit“, der Ausbildungsstätte für Wohlfahrtspflegerinnen in Frankfurt, war sie Mitglied des Schulvorstandes. Zudem war sie Schriftleiterin der Monatsschrift „Frau in der Gemeinde“.

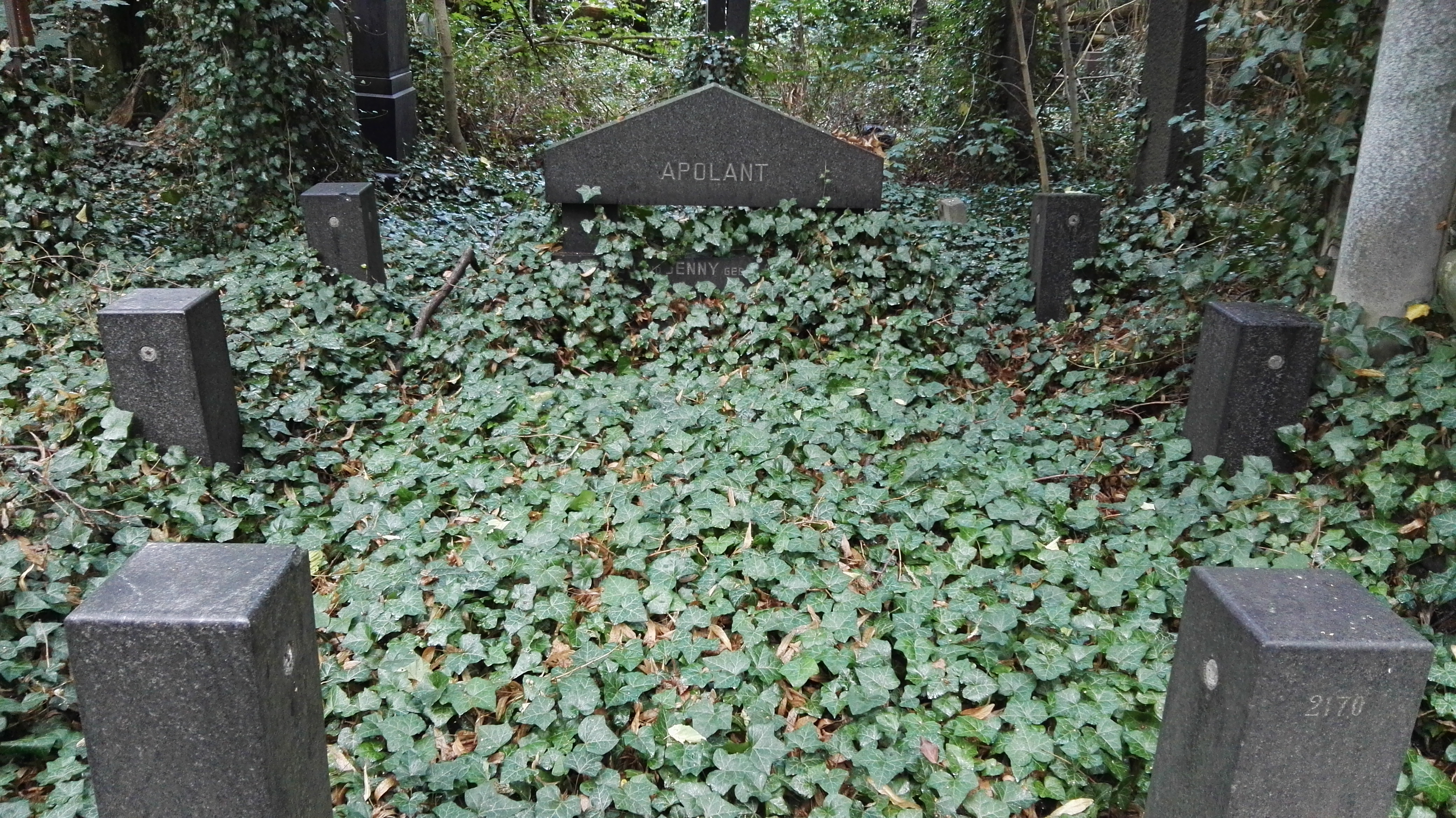
Grablege

Von 1919 bis 1924 war sie Stadtverordnete der DDP in der Frankfurter Stadtverordnetenversammlung.
Sie war Mitglied im Central-Verein deutscher Staatsbürger jüdischen Glaubens. Sie ist auf dem Jüdischen Friedhof Berlin-Weißensee bestattet.
Ihr Cousin war der 1922 einem politischen Mordanschlag zum Opfer gefallene deutsche Außenminister Walter Rathenau, ihre Cousine Josephine Levy-Rathenau, die Leiterin des Frauenberufsamts.
Einige Bände aus ihrer Bibliothek befinden sich heute in der Universitätsbibliothek sowie in der Bibliothek für Sozialwissenschaften und Osteuropastudien der Freien Universität Berlin.

## Schriften
- Stellung und Mitarbeit der Frauen in der Gemeinde, Leipzig : Teubner 1912
- Das kommunale Wahlrecht der Frauen in den deutschen Bundesstaaten, Leipzig : Teubner 1918